# Lazarus
Lazarus是用于应用程序快速开发（RAD）的自由、跨平台的可视化集成开发环境（IDE）。使用Free Pascal编译器，支持Object Pascal语言，与Delphi高度兼容，并被视作后者的自由软件替代品。Lazarus目前支持多种语言，包括中文。软件开发者可使用Lazarus创建原生的命令行与图形用户界面应用程序，以及移动应用、Web应用、Web服务、可视化组件和各种函数库。Lazarus集成开发环境和Free Pascal编译器支持多种操作系统，包括 Windows、GNU/Linux和Mac OS。

## 另请参见
- Delphi
- Free Pascal
- Object Pascal
- Beyond Compare

## 链接
- Lazarus官方网站 （页面存档备份，存于）
- SourceForge上的Lazarus项目
- Lazarus Wiki （页面存档备份，存于）（正体中文）
- Lazarus和Free Pascal的Wiki世界 （页面存档备份，存于）（中文）
- Lazarus Wiki （页面存档备份，存于）（简体中文）
- Lazarus中文社区 （页面存档备份，存于）（简体中文）